# Montereau-Fault-Yonne
Montereau-Fault-Yonne là một xã trong vùng hành chính Île-de-France, thuộc tỉnh Seine-et-Marne, quận Provins, tổng Montereau-Fault-Yonne. Tọa độ địa lý của xã là 48° 23' vĩ độ bắc, 02° 57' kinh độ đông. Montereau-Fault-Yonne nằm trên độ cao trung bình là 53 mét trên mực nước biển, có điểm thấp nhất là 47,2 mét và điểm cao nhất là 120 mét. Xã có diện tích 9,70 km², dân số vào thời điểm 1999 là 17903 người; mật độ dân số là 1817 người/km².

## Các thành phố kết nghĩa
- Walldürn, Đức
- Otley, Vương quốc Anh
- Paredes, Bồ Đào Nha
- Aydın, Thổ Nhĩ Kỳ
- Safi, Maroc

## Địa điểm tham quan
- Nhà thờ Saint-Loup,
- Tu viện Saint-Martin (được thành lập năm 908).